# キャロライン・ファン・キルスドンク
キャロライン・ファン・キルスドンク（オランダ語: Carolien van Kilsdonk、1963年7月26日 - ）はオランダのアムステルダム出身の女子スノーボード選手。
1995年から96年のシーズンのスノーボード・ワールドカップのハーフパイプ競技で優勝した。また、同シーズンのスノーボード世界選手権でも優勝している。
1998年長野オリンピックへの出場を嘱望されたが、1997年に引退した。